# Nofal al Dawalibi
 (mars 2012).
Nofal al Dawalibi est un homme politique syrien. Il est le fils du dernier Premier Ministre élu démocratiquement en Syrie en 1961 qui fut aussi le fondateur du parti du peuple en Syrie. 

## Biographie
Diplômé d’un Master Degree Engineering [Quoi ?] de Stanford, il est l’assistant de son père dans toute sa phase politique en Arabie saoudite.
Nofal al Dawalibi dispose du soutien des structures tribales, des écoles islamiques traditionnelles modérées et aussi d’une majorité de chrétiens.[évasif]Des responsables militaires importants[évasif] de l’armée syrienne libre voient en lui le seul leader d’un pouvoir politique cohérent capable de justifier l’action militaire pour ensuite porter un programme de reconstruction après-guerre civile.